# Kwashiorkor
Kwashiorkor /kwɑːʃiˈɔːrkər/ là một dạng thiếu dinh dưỡng protein - năng lượng nặng đặc trưng bởi phù, chán ăn và gan lớn thâm nhiễm mỡ. Lượng calo đủ, nhưng không đủ protein tiêu thụ, phân biệt với tình trạng gầy ốm.  Kwashiorkor chủ yếu xảy ra ở các khu vực có nạn đói hoặc thiếu cung cấp lương thực thực phẩm.  Hiếm gặp hơn ở các nước phát triển.